# 謝少南
謝少南（1498年—1560年），字應午，號與槐，應天府上元縣（今屬南京市）民籍江西赣县人。明朝政治人物。

## 生平
嘉靖七年（1528年）戊子科應天府乡试第一百十八名，嘉靖十一年（1532年）壬辰科二甲十六名進士，大理寺观政，授南京刑部主事，调刑部，十三年十二月改授雲南道監察御史，十六年正月提调北直隶学政。升国子监左司直郎兼检讨，二十四年闰正月充《大明会典》纂修官，三月以考察降一级，调外任，謫台州府推官。历官真定府同知、广西提学佥事、河南左参议、陕西提学副使、浙江按察司副使，從浙江巡抚都御史王忬抵御倭寇，升左参政、按察使、右布政，卒于官。以文才聞名。著作有《粵臺稿》、《河垣稿》、《謫臺稿》。

## 家族
曾祖謝信，贈奉直大夫南京兵部员外郎。祖父謝芳，知府、進階亞中大夫。父謝承舉。前母李氏、貫氏，母湯氏。永感下。